# Jean-Baptiste de Vaccon
 Jean-Baptiste-Antoine de Vaccon (né à Aix-en-Provence le 24 décembre 1689, mort à Apt le 11 décembre 1751), ecclésiastique, fut évêque d'Apt de 1723 à 1751.

## Biographie
Jean-Baptiste-Antoine de Vaccon est le fils d'Antoine de Vaccon, conseiller à la Cour des Comptes et de Catherine de Foresta de Coulongue, il est de ce fait le neveu de son prédécesseur Joseph-Ignace de Foresta. Prêtre dans le diocèse d'Aix-en-Provence, il devient le vicaire général de son oncle qui résigne le siège épiscopal en sa faveur. Il est nommé évêque d'Apt en 1723 et consacré en octobre 1724 par l'évêque de Vence.
Il participe au « Concile d'Embrun » en 1727, soutient l'immunité ecclésiastique et fait effectuer une mission dans son diocèse par le père Brydaine en 1741. En 1738 il y établit les frères des écoles chrétiennes. Il supprime l'abbaye Sainte-Catherine, attribue ses bâtiments à l'Hôtel-Dieu et répartit ses biens entre les Ursulines et les Visitandines. Il meurt à Apt le 7 décembre 1751.